# Frankfurt (Main) Südbahnhof
Frankfurt (Main) Südbahnhof – stacja kolejowa we Frankfurcie nad Menem, w Hesji, w Niemczech. Położona jest w dzielnicy Sachsenhausen, leżącej na południe od śródmieścia, po lewej stronie Menu. Na planach sieciowych i rozkładach jazdy opisywany jest zazwyczaj skróconą nazwą Frankfurt(Main)Süd.
Südbahnhof, czyli Dworzec Południowy stanowi jeden z trzech (obok Dworca Głównego i dalekobieżnego dworca na lotnisku) dworców, na których zatrzymują się regularnie pociągi dalekobieżne (InterCity i Intercity-Express), a także główny dworzec dla pociągów nocnych. Stanowi ponadto przystanek dla regionalnych pociągów osobowych (Regionalbahn, Regional-Express) oraz węzeł S-Bahn Rhein-Main i metra.

## Historia
Obecny dworzec otwarto 15 listopada 1873 jako Bebraer Bahnhof, jednocześnie z Dworcem Głównym w Offenbach. Dworzec należał do Bebraer Bahn, pruskiej kolei państwowej łączącej Bebrę przez Fuldę i Hanau z Frankfurtem, która tego dnia uruchomiła nową trasę łączącą Hanau z Frankfurtem po lewej stronie Menu. Tym samym Sachsenhausen i Offenbach uzyskały bezpośredni dostęp do tej linii kolejowej, stanowiącej do dziś główne połączenie Frankfurtu z Lipskiem, Berlinem i Hamburgiem. Wcześniej pociągi z Bebry jeździły po prawym (północnym) brzegu Menu przez Frankfurt-Hanauer Eisenbahn oraz Städtische Verbindungsbahn Frankfurt am Main.
Dotychczasowy dworzec Frankfurt-Sachsenhausen przy Darmstädter Landstraße służył natomiast odtąd ajedynie kursującym wahadłowo pociągom Frankfurt-Offenbacher Lokalbahn i został nazwany Lokalbahnhof (Dworzec Lokalny).
W roku 1914 otwarto obecnie istniejący budynek wejściowy dworca. Budynek o formach uproszczonej secesji przypomina otwarty w tym samym roku dworzec Frankfurt (Main) Höchst. Architektem obu dworców był Armin Wegner. Cztery krawędzie peronowe nakryte były łukową halą peronową o konstrukcji stalowej – słupy hali, nakrywającej całą szerokość peronu drugiego, opierały się na pierwszym i trzecim peronie. Pozostałe perony zadaszone były indywidualnymi dachami.

## Stacja metra
W czasie budowy przedłużenia linii metra na południową stronę Menu (otwarcie linii w 1984) prawie cały budynek wejściowy został rozebrany, po czym zmontowano go z wykorzystaniem oryginalnych fragmentów w dawnej formie. Odtąd mieści się w nim również ośrodek kultury z salą wielofunkcyjną. Nie odbudowano rozebranej wówczas hali peronowej.